# Duch marszałka Tito
Duch marszałka Tito (chorw. Maršal) – chorwacka komedia z 1999 roku w reżyserii Vinko Brešana.

## Fabuła
Akcja filmu rozgrywa się na wyspie Vis, na której w czasie II wojny światowej przez pewien czas kwaterował Josip Broz Tito. Pamiątki z tych czasów zgromadzono w miejscowym muzeum, którego zapuszczone stało się składnicą staroci. W czasie pogrzebu byłego partyzanta, jego współtowarzyszom ukazuje się postać Josipa Broza Tity. Do zbadania sprawy zostaje skierowany policjant Stjepan. Śledztwo ujawnia, że mieszkańcy wyspy widują nocami osobę, ubraną w mundur marszałka Tity. Wieść o tym, że na wyspie pojawił się Tito sprawia, że staje się ona miejscem pielgrzymek dawnych partyzantów. Burmistrz Luka widzi w tym szansę na zarobek i organizuje manifestacje i koncerty, nawiązujące do czasów socjalistycznej Jugosławii. Do nowych realiów dostosowuje się także miejscowy zespół, śpiewający komunistyczne pieśni w "nowoczesnej" aranżacji.
Grupa byłych partyzantów na czele z Marinko Cicinem oburzona postępowaniem burmistrza zamierza przejąć władzę nad wyspą. Na wyspę zostaje skierowanych dwoje agentów służb specjalnych z Zagrzebia (Lijan Mulderić i Danica Skulić). Jednak partyzanci kierowani przez Marinko przejmują władzę, a Stjepan i agenci zostają aresztowani. Dawni partyzanci organizują życie w mieście według starych, komunistycznych wzorców. Marszałkiem okazuje się chory psychicznie ojciec miejscowej nauczycielki, który przez wiele lat pracował w instytucjach propagandowych i uwierzył, że jest Titą.

## Obsada
- Dražen Kuhn jako Stjepan
- Linda Begonja jako Slavica
- Ilija Ivezić jako Marinko Cicin
- Ivo Gregurević jako Luka
- Boris Buzancić jako Jakov
- Ljubo Kapor jako Bura
- Inge Apelt jako Mare
- Bojan Navojec jako Miuko
- Predrag 'Predjo' Vusović jako Toni
- Boris Svrstan jako Lijan Mulderic
- Ksenija Pajić jako Danica Skulic
- Vlatko Dulić jako psychiatra
- Ivica Vidović jako Martin
- Biserka Ipsa jako Irena
- Marinko Prga jako Lule

## Produkcja
Zdjęcia kręcono w Svetvinčenat (żupania istryjska).

## Nagrody i wyróżnienia
Film został wyróżniony nagrodą Grand Prix na Międzynarodowym Festiwalu Filmowym w Bratysławie w 2000, Złotą Areną na Festiwalu Filmowym w Puli, a także nagrodą dla reżysera na Festiwalu Filmowym w Karlowych Warach. Został też zgłoszony jako kandydat Chorwacji do nagrody Amerykańskiej Akademii Filmowej w kategorii najlepszego filmu nieanglojęzycznego, ale nie uzyskał nominacji.